# Homyeong-myeon
Homyeong-myeon (koreanska: 호명면)  är en socken i kommunen Yecheon-gun i  provinsen Norra Gyeongsang i den centrala delen av Sydkorea, 170 km sydost om huvudstaden Seoul.